# Stazione di Camposanto
La stazione di Camposanto è una fermata ferroviaria posta sulla linea Bologna–Verona, a servizio del comune di Camposanto.
La gestione degli impianti è affidata a Rete Ferroviaria Italiana (RFI), controllata del Gruppo Ferrovie dello Stato.
La stazione è posizionata sul ponte che attraversa il fiume Panaro ad un'altezza decisamente superiore rispetto al livello stradale.

## Storia
La fermata è nata come posto di blocco intermedio fra la stazione di Bolognina, oggi non più esistente, e la stazione di San Felice sul Panaro. Con l'aumentare delle velocità dei treni, però, la sua funzione movimentistica si è rivelata sempre meno necessaria fino a quando ne è stata decretata la soppressione.
Per anni, inoltre, era stato sospeso anche il servizio viaggiatori in relazione alla scarsa redditività dovuta al contenuto numero di abitanti di Camposanto e dintorni, in aperta campagna e meglio serviti da autobus, il cui percorso è, naturalmente, più flessibile e adattabile alle esigenze degli abitanti.
Nel 2008 la fermata è stata riaperta e completamente ristrutturata.

## Struttura ed impianti
La stazione non dispone di fabbricato viaggiatori e gli unici edifici presenti sono quelli che ospitano la cabina elettrica della stazione.
Per raggiungere il piano del ferro, sono disponibili sia le scale sia gli ascensori.
Il piazzale è composto da due binari. Nel dettaglio:
- Binario 1: è un binario di corsa dove fermano i treni con numerazione pari (quando instradati sul binario legale).
- Binario 2: è un binario di corsa dove fermano i treni con numerazione dispari (quando instradati sul binario legale).

Tutti i binari sono dotati di banchina (munita di percorsi per ipovedenti) e riparati da una pensilina in acciaio.

## Movimento
La stazione è servita dai treni della linea S3 (Bologna Centrale-Poggio Rusco) del servizio ferroviario metropolitano di Bologna.
Il servizio passeggeri è svolto da Trenitalia per i servizi che riguardano la direttrice Bologna–Verona, mentre Trenitalia Tper svolge i servizi per Poggio Rusco.
I treni sono esclusivamente di tipo regionale.
In totale sono circa quarantanove i treni che effettuano servizio in questa stazione e le loro principali destinazioni sono: Bologna Centrale, Verona Porta Nuova e Poggio Rusco.
A novembre 2019, la stazione risultava frequentata da un traffico giornaliero medio di circa 328 persone (168 saliti + 160 discesi).

## Servizi
La stazione è classificata da RFI nella categoria bronze.
La stazione offre i seguenti servizi:
- Sottopassaggio
- Ascensori
- Stazione accessibile ai disabili